# Chińczycy w Kanadzie
Chińczycy w Kanadzie (ang. Chinese Canadian, fr. Sino-Canadiens) są najliczniejszą „zauważalną” grupą etniczną w Kanadzie stanowiąca około 3,5% populacji kanadyjskiej w 2001 r. Podczas kanadyjskiego spisu powszechnego swe chińskie pochodzenie zadeklarowało 1 094 700 osób, dalsze 100 000 osób przyznaje się do częściowego pochodzenia z Chin.

## Pierwsi imigranci
Pierwsze dane na temat Chińczyków na terenach należących obecnie do Kanady pochodzą z 1788 r. Brytyjski kapitan James Meares zatrudnił grupę 70 prostych rzemieślników z Makau i osiedlił ich w Nootka Sound, na wyspie Vancouver w Kolumbii Brytyjskiej, będącej europejską placówką o wzrastającym znaczeniu na wybrzeżu Pacyfiku. Jednakże nie ocalały żadne dokumenty czy informacje odnoszące się do tych wczesnych imigrantów do Kanady lub ich potomków.

## XIX wiek
Następna, bardziej istotna fala chińskich imigrantów do Brytyjskiej Ameryki Północnej, zaczęła się w 1858 r. Większość z tych Chińczyków była „gośćmi” w tym znaczeniu, że większość z nich planowała wrócić do ojczyzny po przepracowaniu kilku lat w Brytyjskiej Ameryce Północnej. Wielu przybyło do Kolumbii Brytyjskiej jako zwykli robotnicy i większość była opłacana jedynie voucherami, zatem byli zależni od firm, które ich importowały. Gorączka złota w Kolumbii Brytyjskiej również przyciągnęła znaczącą liczbę imigrantów.

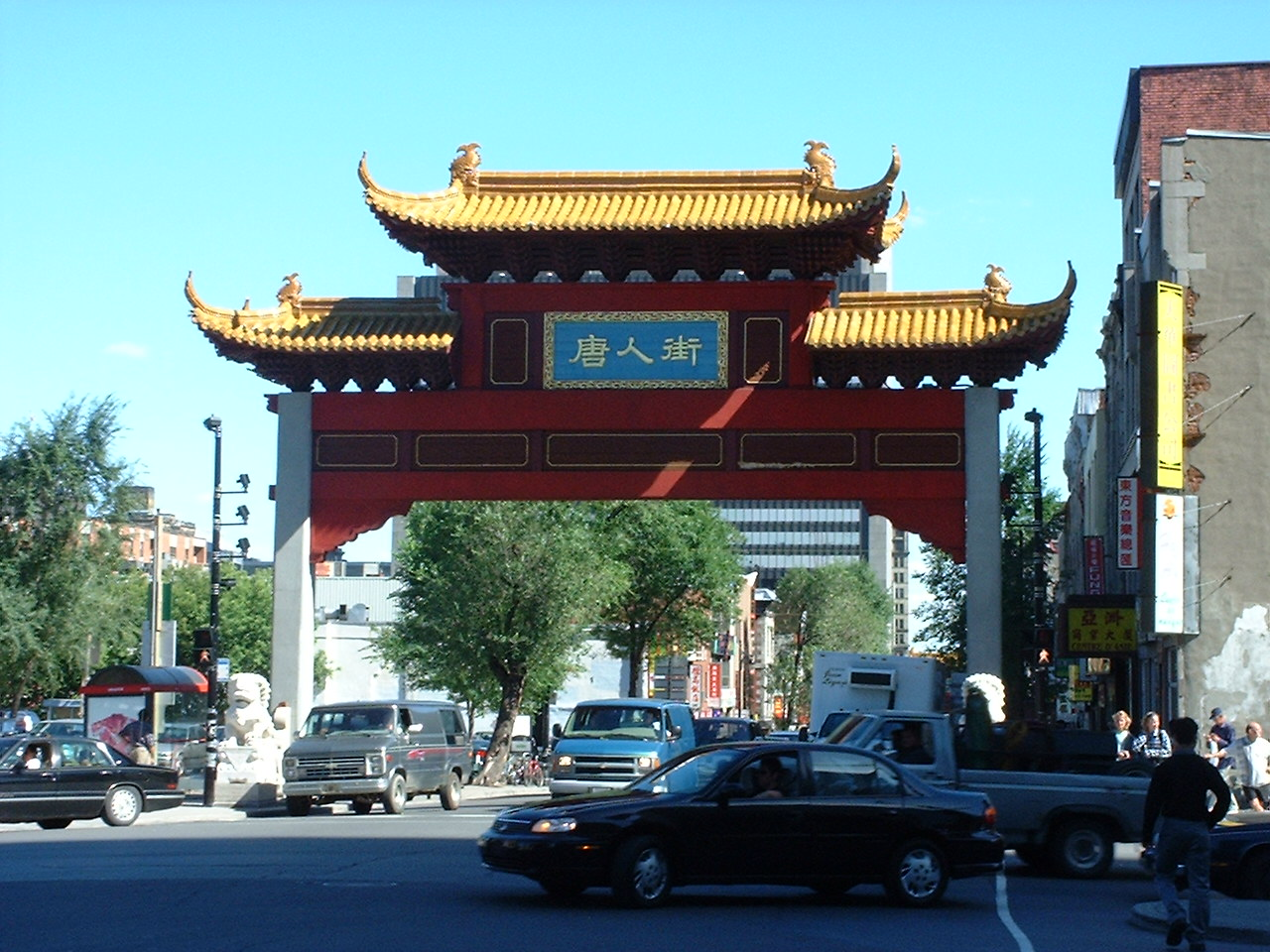
Reprezentacyjna brama wjazdowa do montrealskiego Chinatown

Wielu robotników z Fujianu i Guangdongu przybyło, aby pomóc w budowie Kanadyjskiej Kolei Pacyficznej w XIX wieku. Ci robotnicy akceptowali dyskryminujące godziny pracy, niższą pensję od nie-Chińczyków oraz niebezpieczne warunki pracy, na przykład eksplozję w czasie budowy górskich tras, aby wspierać swoje rodziny pozostałe w Chinach. Ich wola, by wytrzymać trudności dla niskich pensji rozwścieczyła innych robotników pochodzenia nie-chińskiego, uważających że oni niepotrzebnie komplikują rynek pracy. Od czasów Aktu o Imigracji Chińskiej z 1885 r. rząd kanadyjski zaczął pobierać podatek od każdego Chińczyka próbującego imigrować do Kanady. Chińczycy byli jedyną grupą etniczną, która musiała płacić taki podatek.

## Dyskryminacja
W 1923 r. federalny liberalny rząd Williama Lyona Mackenzie Kinga zabronił chińskiej imigracji do Kanady, Aktem o Chińskiej Imigracji z 1923 roku, zwanym również Aktem o Wykluczeniu Chińczyków. Tym aktem Chińczycy zostali jedyną grupą imigracyjną wykluczoną w Kanadzie na bazie rasy. W czasie następnych 25 lat coraz więcej było uchwalanych aktów przeciwko Chińczykom. Większość prac było zamkniętych dla Chińczyków, dlatego otwierali oni własne restauracje i pralnie. W Kolumbii Brytyjskiej, Saskatchewan i Ontario, chińscy pracodawcy nie mogli zatrudniać białych kobiet, zatem większość chińskich przedsiębiorstw zatrudniało tylko Chińczyków.
Niektórzy z tych chińsko-kanadyjskich robotników osiedlili się w Kanadzie po zbudowaniu kolei. Większość nie mogła sprowadzić reszty rodziny do Kanady, włączając w to nawet najbliższą rodzinę, z uwagi na rządowe restrykcje i gigantyczne koszty tego procesu. Ich kontakty z nie-Chińczykami były również ograniczone, zarówno te oficjalne, jak i nieoficjalne. Stworzyli oni zatem Chinatown i społeczności w niepożądanych częściach miasta.
W czasie Wielkiego Kryzysu, życie było nawet cięższe dla Chińczyków niż dla reszty Kanadyjczyków. W Albercie na przykład, Chińczyko-Kanadyjczycy otrzymywali pomoc finansową mniejszą niż połowa tej wypłacanej reszcie Kanadyjczyków. I z powodu Aktu o Wykluczeniu Chińczyków z 1923 roku, mężczyźni którzy przybyli wcześniej, musieli stawić czoła trudnościom sami, bez pomocy ze strony ich żon i dzieci.
Spis statystyczny z 1931 r. pokazuje, iż na 1240 mężczyzn przypadało 100 kobiet w społeczności chińskiej. Aby zaprotestować przeciwko Aktowi o Wykluczeniu Chińczyków, chińscy Kanadyjczycy zamykali swoje przedsiębiorstwa i bojkotowali Święto Dominium Kanadyjskiego każdego 1 lipca, zwanego przez niech „Dniem Upokorzenia”.

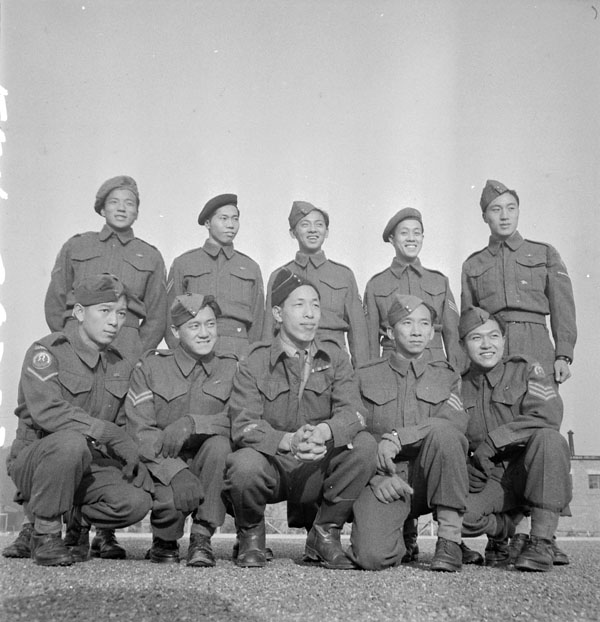
Kanadyjscy żołnierze chińskiego pochodzenia podczas II wojny światowej

## Walka o prawa obywatelskie
Kanada powoli znosiła restrykcje przeciwko chińskim Kanadyjczykom i dała im pełne prawa obywatelskie. Ponieważ Kanada jako członek ONZ głosowała za przyjęciem Powszechnej Deklaracji Praw Człowieka, będącej reakcją na wydarzenia II wojny światowej, kanadyjski rząd musiał odwołać Akt o Wykluczeniu Chińczyków, który stał w opozycji do Powszechnej Deklaracji Praw Człowieka. W tym samym 1947 r. kanadyjscy Chińczycy nareszcie uzyskali prawo głosowania w wyborach federalnych. Jednak zabrało kolejne 20 lat, aż punktowy system selekcji imigrantów pozwolił Chińczykom na taki sam wjazd do Kanady jak reszcie imigrantów.
Po wielu latach nawoływań do rządu kanadyjskiego o oficjalne przeprosiny za podatek od imigracji, mniejszościowy konserwatywny rząd Stephena Harpera ogłosił w swoim przedwyborczym programie oficjalne przeprosiny. 22 czerwca 2006 premier Stephen Harper zwrócił się do Izby Gmin o zadośćuczynienie dla Chińczyków, nazywając to „ciężką niesprawiedliwością”.
Niektórzy wykształceni Chińczycy przybyli do Kanady po wojnie jak uchodźcy. Od połowy XX wieku większość nowych kanadyjskich Chińczyków pochodzi z rodzin o wykształceniu akademickim, wśród których wykształcenie jest wciąż jedną z najważniejszych wartości. Ci nowo przybyli są częścią drenażu mózgów, odwróceniem praktyki w ramach, której Kanadyjczycy wyjeżdżają do Stanów Zjednoczonych.

## Imigracja z innych krajów
Chińczycy z Indonezji i Chińczycy z Malezji przybyli do Kanady w latach 60. w czasie zamieszek antychińskich w ich ojczyznach. Od lat 70. coraz więcej Indonezyjczyków i Malezyjczyków o chińskich korzeniach osiedla się w Kanadzie. Wielu Chińczyków z Wietnamu, Laosu i Kambodży przybyło do Kanady w rezultacie wojny wietnamskiej.
Wielu Chińczyków z Ameryki Południowej również przybyło w wielkiej ilości, szczególnie z Nikaragui, skąd uciekli przed dyktaturą Somozy i trzęsieniem ziemi z lat 80. Peruwiańscy Chińczycy uciekli z Peru z powodów politycznych. W Kanadzie osiedlili się przede wszystkim w dużych miastach.
Najbardziej znaczący przypływ bogatych Chińczyków z Hongkongu miał miejsce we wczesnych latach 90. i w połowie lat 90. przed przejęciem Hongkongu przez Chińską Republikę Ludową. Kanada była preferowaną lokalizacją, częściowo dlatego, że łatwiej było otrzymać wizy do niej niż do Stanów Zjednoczonych. Vancouver, Richmond i Calgary były najczęstszymi celami imigracyjnymi tych Chińczyków. W czasie tych lat tylko imigranci z Hongkongu stanowili 46% wszystkich imigrantów do Kanady.
W XXI wieku chińska imigracja z Hongkongu zmniejszyła się drastycznie i największym źródłem imigrantów jest ChRL. Mniejsza liczba przybywa z Tajwanu i bardzo niewielka liczba z Fidżi, Francuskiej Polinezji i Nowej Zelandii.